# Équipe de Gibraltar féminine de football
Cet article traite de l'équipe féminine. Pour l'équipe masculine, voir Équipe de Gibraltar de football.
Maillots
L'équipe de Gibraltar de football féminin est la sélection de joueuses gibraltariennes représentant le pays lors des compétitions internationales de football féminin. Elle est sous l'égide de la Fédération de football de Gibraltar.

## Histoire
L'équipe nationale féminine participe du 29 juin au 4 juillet 2014 à une compétition officielle, organisée par l'UEFA, à Gibraltar. Cette compétition a pour but de se faire rencontrer quatre nations venant de créer leur équipe nationale féminine : Gibraltar, Andorre, Luxembourg ainsi que l'Algarve. Gibraltar perd ses trois matchs, terminant 4e et dernier du tournoi.